# Agrotis ostrogovichi
Agrotis ostrogovichi là một loài bướm đêm trong họ Noctuidae.